# Давакис, Константинос
Константинос Давакис  (греч. Κωνσταντίνος Δαβάκης Кехрианика, Лакония 1897 год — Адриатическое море январь 1943 года) — полковник греческой армии, известный офицер Греко-итальянской войны 1940 года.

## Биография
Константинос Давакис родился в селе Кехрианика, Лакония в 1897 году. Закончил офицерское училище в звании младшего лейтенанта 1 октября 1916 года. Позже продолжил учёбу в Военной академии, Афины и в танковом училище в Париже. Принял участие в Первой мировой войне, где отличился на македонском фронте (Битва при Скра-ди-Леген, сражение у Дойранского озера.) Здесь его здоровье было серьёзно подорвано после газовых атак. В 1918 году получил звание капитана, за храбрость. Принял участие в мало-азийском походе греческой армии (Вторая греко-турецкая война), где в июле 1921 года отличился в бою при взятии высот Алпанос (Сражение при Афьонкарахисаре-Эскишехире), и получил «Золотое Отличие за храбрость» (греч. Χρυσούν Αριστείο Ανδρείας). В период между 1922 и 1937 служил начальником штаба 2-й дивизии и 1-го корпуса армии, учился и преподавал в военных училищах и написал диссертации по военной истории и тактике броне-танковых войск. В 1931 году получил звание подполковника. 30 декабря 1937 года, в силу ухудшения здоровья, ушёл в резерв.

## Пинд
В августе 1940 года, после того как «неизвестная» подводная лодка потопила эсминец « Элли», во время православного празднования Дня Богородицы, на рейде острова Тинос и других провокаций фашистской Италии
,
Греция провела частичную мобилизацию
.
Давакис был отозван в действующую армию и был назначен командиром 51-го пехотного полка, а затем бригады Пинда (состоящей из 2-х пехотных батальонов 51-го полка, с другим командиром, одного кавалерийского отряда, ряда маленьких отрядов прикрытия и одной артиллерийской батареи) со штабом в селе Эптахорион Пинда.
.
Командование войсками прикрытия на греко-албанской границе было поручено Василиосу Врахносу.
Итальянский ультиматум был предъявлен ПМ Греции генералу Метаксасу 28 октября 1940 года, в 3 утра. Ультиматум был отклонён. Итальянское вторжение началось в 5:30
.
Давакис противостоял 3-й итальянской дивизии альпинистов «Джулия» (11 тысяч человек), возглавляя бригаду в 2000 человек. Задачей итальянских альпинистов было, продвигаясь на юг по хребту Пинда, отсечь греческие силы в Эпире от греческого региона Западная Македония. Тактика Давакиса, в зоне его ответственности (35 километров фронта), была оборонительной, с вынужденным манёвром, в ожидании подкреплений.
.
Через два дня, 1 ноября 1940 года, получив подкрепления, Давакис совершил контр-атаку, окружив итальянские силы, которые были вынуждены отступить. Во время этой контратаки, на 6-й день с начала войны, на холме Святого Ильи у села Дросопиги, Давакис получил ранение в грудь.
Подоспевшему на помощь офицеру Давакис дал команду: «Не занимайся мною, считай меня мёртвым ! И смотри чтобы не заняли твои позиции ! Иди !» Давакиса, впавшего в кому, на носилках унесли в Эптахори. Через 2 дня Давакис пришёл в себя. Но ранение вызвало осложнения, связанные с его старым недугом груди. Он был вынужден покинуть фронт, где его заменил майор Иоаннис Каравиас.
Победа бригады Давакиса имела решающее значение для хода войны, ставшей первым поражением стран оси. Успех Давакиса заключался "в немедленной оценке тактической ошибки командира итальянской дивизии, продвигаясь быстро к Самарине не прикрыть фланги своей колонны". Давакис увидел это сразу и уже на второй день упорного сражения он был уверен, что благодаря этой ошибке «ему удастся запереть итальянцев в загон».

## Арест и смерть Давакиса
За время продолжительного лечения Давакиса, в войну, спасая итальянскую армию от поражения, вступила нацистская Германия, что привело к тройной германо-итало-болгарской оккупации Греции. В декабре 1942 года, будучи ещё в госпитале в Афинах, Давакис был арестован итальянскими оккупационными властями, вместе с другими офицерами, подозреваемыми в акциях сопротивления (Движение Сопротивления (Греция)). Арестованные были погружены в городе Патры на пароход Чита ди Дженова, для отправки в концентрационный лагерь в Италию. На переходе в Италию, в январе 1943 года, судно было торпедировано английской подводной лодкой и утонуло у берегов Южной Албании, вместе со своими пассажирами. Труп Давакиса был вынесен морем на берег у города Авлона (Влёра), был опознан местным греческим населением и захоронен здесь же. После войны останки были выкопаны и перезахоронены в Афинах.

## Идеи и работы Давакиса
Константинос Давакис был одним из пионеров идеи мото- пехоты и использования танков, как главного оружия для прорыва линии обороны и преследования врага, учитывая манёвренность моторизированных соединений против укреплённых линий обороны. Давакис написал множество военных работ, среди которых книга «Война будущего» (1939).

## Оценки
С.Мелас охарактеризовал Константина Давакиса как «уникальный синтез достоинств, редко встречающихся вместе : замечательный военачальник, безумный оптимизм, храбрость, сильная рука, несгибаемая воля, но и гений стратегии. Неутомимый исследователь и глубокий знаток искусства войны, отличник в иностранных военных академиях, редкий учитель офицеров, оригинальный военный писатель — его работы составляют целую библиотеку — уникальный исследователь 'тактических ситуаций', чистое мышление, фантазия и скорость в разработке планов и немедленного их осуществления, мастер манёвров, настойчивый и безудержный в борьбе».

## Память
Афинская академия наук наградила его посмертно серебряной медалью. В афинском диме (муниципалитете) Калитея есть площадь его имени, на которой установлен его бюст. Улицы, бюсты и памятники героя есть в Эпире и по всей Греции.

## Sources
- Kōstas N. Chatzēpateras, Maria S. Phaphaliou, Patrick Leigh Fermor. Greece 1940-41 eyewitnessed. Efstathiadis Group, 1995, ISBN 978-960-226-533-8.